# Lepi Mića
Lepi Mića, właściwie Miroslav Pržul (ur. 1 stycznia 1959 w Sarajewie) – serbski piosenkarz wykonujący muzykę z gatunku turbofolk, znany głównie z utworów poruszających swą tematyką wojnę w Bośni i Hercegowinie. Ponadto w swoich utworach gloryfikuje serbski nacjonalizm, podkreślając odrębność Republiki Serbskiej skąd pochodzi.

## Życiorys
Urodził się 1 stycznia 1959 w stolicy Bośni i Hercegowiny. Po ukończeniu szkoły średniej pracował w Sarajewie jako kelner, równocześnie uczęszczając do szkoły muzycznej. W 1989 zadebiutował na scenie muzycznej albumem „Rulet sreće”. W czasie swojej kariery nagrał w sumie dziewięć albumów z gatunku turbo folk. W czasie trwania wojny w Bośni i Hercegowinie walczył po stronie Republiki Serbskiej Krainy, następnie przeniósł się do Belgradu, gdzie mieszka do dziś z żoną oraz córką. Do jego najbardziej znanych utworów należą „Republika Srpska” oraz „Góra Romanije” z albumu „Krvava svadba” z 1992.

## Dyskografia
- Rulet sreće (1989)
- U ovom gradu (1990)
- Krwawa swadba (1992)
- Pravoslavci (1993)
- Ženo plave kose (1996)
- Svaka me zima na tebe sjeća (1998)
- Oj Srbijo, majko moja (2008)
- Procvat (2017)